# Sbu Duma
Sibusiso „Sbu“ Duma (* 1985 in Howick, Natal; † 3. Mai 2012 in Lidgetton) war ein südafrikanischer Polospieler.

## Leben und Karriere
Duma wurde von der deutschen Wilhelm & Karl Maybach Foundation gesponsert und war ab 2008 Teil deren Projektes Post-Apartheid Role Model (PARM). Er galt als Ausnahmetalent und war der international erfolgreichste Polospieler der Polo Association of South Africa. Er vertrat Südafrika bei internationalen Turnieren in Argentinien, Spanien, Frankreich, Deutschland und Großbritannien.
2009 gewann er unter anderem den renommierten Hippocampus Cup in Saint-Tropez.
Duma wurde am 3. Mai 2012 in Lidgetton in KwaZulu-Natal erstochen.